# ウルトラマンM715
『ウルトラマンM715』（ウルトラマン エムなないちご）はテレビ東京系列で放映されたテレビ番組。「M715」とは放映時間が午前7時15分から開始することに由来し、放送開始から1992年3月31日まで使用された。また、2作目の「ウルトラヒーロー必殺技大研究」終了翌日の4月1日開始の「ウルトラ怪獣攻げき技大図鑑」から放映時間が7時30分に変更したため、タイトルが『ウルトラマンM730』に改められ、放送終了まで使用された。
円谷プロダクション制作の「ウルトラシリーズ」のウルトラ戦士や怪獣の映像を再編集し、新たにナレーションなどを加えて制作された。簡潔にシリーズの各ストーリーを紹介するものとなっている。番組の内容やサブタイトルは1年ごとに変更され、1990年4月2日から1996年9月30日までの6年半にわたり、7作品が制作された。
前身である『ウルトラ怪獣大百科』『ウルトラ怪獣大図鑑』と同様に、テレビでウルトラシリーズの新作が放送されなかった1990年代前半に子供たちへウルトラシリーズを浸透させる役割を果たした。
番組によっては内容に関連した同名の絵本も発売された。

## 作品概要

### ウルトラマンM715
1990年4月2日から1991年3月29日まで放映（全256回）。
ウルトラシリーズの放映エピソードを紹介した。
出演者・スタッフ
- 演出：満田穧
- 進行：野路直也、大井智惇
- 担当：円谷昌弘
- ナレーション：毒蝮三太夫、赤木優

### ウルトラマンM715 ウルトラヒーロー必殺技大研究
1991年4月1日から1992年3月31日まで放映（全257回）。
必殺技博士と研究員がウルトラ戦士の必殺技を抜き出して紹介した。技によっては「必殺度」やスピードなども紹介された。
「オネエサン」のミニコーナーもあった。
出演者・スタッフ
- 監督：満田穧
- 製作担当：円谷昌弘
- プログラム作成：満田穧、円谷昌弘、野路直也、大井智惇、秋廣泰生
- 出演者：毒蝮三太夫、赤木優、三田ゆう子、久川綾

### ウルトラマンM730 ウルトラ怪獣攻げき技大図鑑
1992年4月1日から1993年3月31日まで放映（全256回）。
アラシ隊員とフジ隊員ジュニアンがウルトラ怪獣の技や能力に新たに名称をつけて紹介した。技には強さと使用時の余力をあらわした2つの数値が付けられていた（単位はモンス）。
出演者・スタッフ
- 監督・脚本：満田穧
- データ設定：満田穧、円谷昌弘、笈田雅人、前田和男、山名昭久、川上隆史、大屋光子、山元誠志朗、大井智惇、秋廣泰生
- 出演者：毒蝮三太夫、赤木優

### ウルトラマンM730 ウルトラ怪獣バトルゲーム
1993年4月2日から1994年3月31日まで放映（全258回）。
ウルトラ戦士と怪獣との戦いをカテゴライズして、各バトルをウルトラマンキングが100を最高点に数値化して評価した。
出演者・スタッフ
- 監督：満田穧
- データ作成チーム：満田穧、円谷昌弘、野路直也、笈田雅人、川上隆史、前田和男、大屋光子、山名昭久、渋谷浩康、橋爪滋裕、阿部幸代、八木毅、山元誠志朗
- 出演者：毒蝮三太夫、桜井浩子、赤木優

### ウルトラマンM730 シュワッチ! イングリッシュ
1994年4月3日から1995年3月31日まで放映（全259回）。
ウルトラマンパワードとピグモンがゲストの怪獣との掛け合いで英単語を紹介した。
出演者・スタッフ
- プロデューサー・監督：満田穧
- 脚本：満田穧、大井智惇
- 出演者：ブライアン・パーキンス、赤木優、毒蝮三太夫、桜井浩子

### ウルトラマンM730 ウルトラ怪獣データバンク
1995年4月1日から1996年3月29日まで放映（全215回）。
科学特捜隊のアラシ隊員とフジ・アキコ隊員がウルトラ怪獣の魅力を解説した。

### ウルトラマンM730 ウルトラマンランド
1996年4月1日から同年9月30日まで放映（全131回）。
劇団こがねむしによる人形劇。ウルトラセブン未登場の宇宙人ピニアや快獣ブースカ、チャメゴン、ノンマルトやTACの隊員などマニアックなキャラが人形で大挙登場した。
放送末期の1996年9月から、『ウルトラマンティガ』でウルトラシリーズの30分テレビシリーズが再開したため、本作品をもってシリーズは6年半の歴史に幕を閉じた。